# Anthony Galsworthy
Sir Anthony Charles Galsworthy KCMG (nacido el 20 de diciembre de 1944) es un diplomático británico y ex embajador en China y naturalista aficionado dedicado al estudio de lepidopteras.

## Educación
Galsworthy se educó en St Paul's School, una escuela independiente para niños en Londres. Estudió luego en la Universidad de Cambridge, donde obtuvo una maestría

## Vida y carrera
Galsworthy ocupó diversos puestos en el Servicio Diplomático, incluyendo como Embajador en la República Popular China de 1997 a 2002. Es hijo de Arthur Galsworthy y fue nombrado al orden de San Miguel y San Jorge (CMG) en 1985 y KCMG luego en 1999.